# إيران الكبرى
إيران الكبرى (بالفارسية: ایران بُزُرگ «إيران الكبرى»، وایران زمین أي «أرض إيران») هي المناطق التي تأثرت إلى حد كبير بالثقافة الإيرانية. وهو يطابق تقريبا ما يسميه الجغرافيون «الهضبة الإيرانية». وهي كل الأراضي العليا المحيطة بدولة إيران الحالية، والتي تمتد من القوقاز إلى نهر السند وقد خضعت هذه الأراضي لسيطرة الأمبراطوريات الإيرانية المتعاقبة أو على الأقل تأثرت كثيرا بنفوذها.
بدأ تاريخ مفهوم إيران الكبرى منذ نشأة الإمبراطورية الفارسية الأولى في فارس وبالحقيقة هو مرادف لتاريخ إيران في معظم الجوانب. فأصل فارس القديمة هي العراق وإيران. أما في العصر الحديث فإن بلاد فارس (إيران جزء منها) فقد فقدت العديد من المناطق التي اكتسبتها في ظل الدولة الصفوية كالعراق إلى العثمانيين في حرب 1533 وأفغانستان للبريطانيين (من خلال معاهدة باريس سنة 1857 وتحكيم ماكماهون في 1905)، وأخذت منها روسيا القوقاز في القرنين 18 و 19. ثم اقتطعت القوقاز من إيران نهائيا في معاهدة تركمانجاي سنة 1828 بعد الحرب الروسية الفارسية. واستقرت الحدود الحديثة على طول نهر أراس. وقبلها تخلت إيران عن أرمينيا وأذربيجان وشرقي جورجيا للروس في معاهدة غاليستان سنة 1813. ونظرا لهذا التنوع الجغرافي فإن الدول المستقلة حديثا بمساعدة روسيا أو بريطانيا فقد حافظت على العلاقات الثقافية واللغوية مع فارس، وطوروا مساراتهم الاجتماعية والسياسية والثقافية الخاصة بينهم. وفي سنة 1935 تحول الاسم إيران من اسم محلي إلى اسم رسمي في المحافل الدولية في حكم رضا شاه.

## أصل التسمية
اسم «إيران» ومعناه «أرض الآريين» حسب الفارسية الجديدة لصيغة جمع قديمة «أريانام» (وتعني «من الآريين» عند الإيرانية القديمة)، كانت نشأة تلك الكلمة في اللغة الأفستية هي أريانيم (والأفستية هي لغة إيرانية قديمة استخدمت في شمال شرق إيران الكبرى أو مايسمى اليوم تركمانستان وطاجيكستان). يتجلى المصطلح الإيراني القديم «أريانام» ب«أريانا فيجا» موطن زرادشت والزرادشتية القريبة من محافظات سغد ومرجيانا وباختريا وغيرها، وادرجت في الفصل الأول من فنديداد. وأكدت المصادر اليونانية الأدلة الأفستية: إراتوستينس وسترابو تحدثا عن أريانا بأنها بين بلاد فارس وشبه القارة الهندية.
لم يكن لمفهوم مصطلح «إيران» حتى نهاية الفترة البارثية في القرن الثالث ميلادي أي أهمية سياسية بل كانت قيمتها هي عرقية ولغوية ودينية فقط. فالأهمية السياسية لامبراطورية أو مملكة إيران هي نتاج ساساني بحت، بسبب التقاء مصالح سلالة الحكام الجدد مع الكهنة الزرادشتيون، ويمكننا أن نستنتج من الأدلة المتاحة أن هذا التقارب أدى إلى ظهور فكرة إيرانشهر «مملكة إيران»، حيث ان كلمة «إير» في الفارسية الوسطى تعادل «أريا» في الفارسية القديمة و«إيريا» في الأفستية.

## التعريف
لاحظ ريتشارد فولتس أن هناك افتراض عام قد تشكل أن مختلف شعوب إيران الكبرى —النطاق الثقافي الذي يمتد من بلاد مابين النهرين والقوقاز إلى خوارزم وماوراء النهر وباكتريا وباميرا والتي بها من الفرس والميديين والبارثيين والصغديين وغيرهم الكثير— كان تدين بالزرادشتية في فترة ماقبل الإسلام. وجهة النظر تلك وإن اتفق عليها كثيرا من العلماء إلا أنها قد تكون مبالغة نوعا ما. وقال فولتس: ربما تكون الشعوب الإيرانية المختلفة لها نفس الآلهة وتشترك في نفس الأساطير والرموز الدينية، ولكن في الواقع هناك مجموعات أخرى من الآلهة كانت تعبد —مثل الميترا إله العهود وآناهیتا إله المياه، وغيرها الكثير من الآلهة— حسب المكان والزمان وأيضا حسب المجموعة السكانية. ابتداء من بلاد الإغريق مرورا بإيران الكبرى وانتهاء بضفاف نهر السند.
أما ريتشارد فراي فقد حدد إيران الكبرى بأنها "غالبية القوقاز والعراق وأفغانستان وباكستان وآسيا الوسطى، وأن تأثيرها الثقافي امتد إلى الصين وغرب الهند." وأضاف بأن "إيران تعني كل الأراضي والشعوب التي استخدمت اللغات الإيرانية ولا تزال، وحيث كانت موجودة في الماضي ثقافات إيرانية متعددة الأوجه.
وحسب مايقوله مالوري ودوغلاس أدامز، فإن معظم إيران الكبرى الغربية يتكلمون لغات إيرانية جنوب غربية في فترة الإخمينيين بينما الإقليم الشرقي يتكلم لغات إيرانية شرقية مرتبطة مع الأفستية.
ويذكر جورج لين أيضا أنه بعد تفكك الإمبراطورية المغولية، أصبح ملوك إلخانات حكام إيران الكبرى الجدد.

## خلفية
تُسمى إيران الكبرى إيرانزمين، وهي تعني «إيران» أو «أرض إيران». كانت إيرانزمين في العصور الأسطورية رديفة لأرض طوران التي تقع في الجزء العلوي من آسيا الوسطى.
اشتهرت في الفترة السابقة للإسلام منطقتان رئيسيتان حكمهما الإيرانيون في الإقليم، إحداها كانت إيران والأخرى أنيران. كان المقصود بإيران جميع المناطق التي سكنتها الشعوب الإيرانية القديمة، وكانت هذه المنطقة أكثر شمولًا في الماضي. يمكن اعتبار هذه الفكرة عن إيران (المقابلة لأنيران) الجوهر الرئيسي والأولي لإيران الكبرى. حدثت العديد من التغييرات في الحدود والمناطق التي عاش فيها الإيرانيون مع مرور الوقت، لكن اللغات والثقافة ظلت الوسيلة المهيمنة في العديد من أجزاء إيران الكبرى.
وكمثال على ذلك، كانت اللغة الفارسية هي اللغة الأدبية الرئيسية ولغة المراسلات في آسيا الوسطى والقوقاز في فترة ما قبل الاحتلال الروسي، باعتبار آسيا الوسطى هي مسقط رأس اللغة الفارسية الحديثة. إضافة إلى ما سبق، وبحسب ما جاءت به الحكومة البريطانية، استُخدمت اللغة الفارسية أيضًا في كردستان العراق، قبل الاحتلال البريطاني والانتداب بين عامي 1918 و1932.

بدأ العديد من خانات آسيا الوسطى بفقدان الأمل تجاه أي دعم من بلاد فارس ضد الجيوش القيصرية، مع تقدم الإمبراطورية الروسية بشكل مستمر جنوبًا خلال اثنين من الحروب التي خاضتها ضد بلاد فارس، وبفعل معاهدات تركمانجاي وغوليستان على الحدود الغربية ووفاة عباس ميزا في عام 1833 وقتل الوزير الأعظم لبلاد فارس (ميرزا أبو القاسم قيم مقام). احتلت الجيوش الروسية ساحل آرال في عام 1849، وطشقند في عام 1864 وبخارى عام 1867 وسمرقند عام 1868 وخيوة وجيحون عام 1873.
«يرى العديد من الإيرانيين أن مجال نفوذهم الطبيعي يمتد إلى ما وراء حدود إيران الحالية. ففي نهاية المطاف، كانت إيران ذات يوم أكبر من ذلك بكثير. استولت القوات البرتغالية على الجزر والموانئ في القرنين السادس عشر والسابع عشر. انتزعت الإمبراطورية الروسية في القرن التاسع عشر من سيطرة طهران ما هو أرمينيا وجمهورية أذربيجان وجزء من جورجيا. تدرس نصوص المدارس الابتدائية الإيرانية الجذور الإيرانية ليس فقط لمدن مثل باكو ولكن أيضًا لمدن أبعد نحو الشمال مثل ديربينت في جنوب روسيا. خسر الشاه جزءًا كبيرًا من مطالبته لصالح غرب أفغانستان في أعقاب الحرب الأنجلو- إيرانية بين عامي 1856- 1857. ولم تنته المطالبات الإيرانية بالولاية على الخليج العربي في البحرين إلا بحلول عام 1970، جراء مشاورات برعاية الأمم المتحدة. امتد الحكم الإيراني إلى الغرب في العراق الحديث وأبعد من ذلك خلال القرون الماضية. عندما يشكو العالم الغربي من التدخل الإيراني خارج حدود إيران، فإن الحكومة الإيرانية كثيرًا ما تقنع نفسها بأنها بكل بساطة تمارس نفوذها في الأراضي التي كانت تابعة لها ذات يوم. في الوقت نفسه، ساهمت خسائر إيران على أيدي قوى خارجية في شعور بالتظلم ما يزال مستمرًا حتى يومنا هذا»
-باتريك كلاوسون من معهد واشنطن لسياسة الشرق الأدنى.
«إيران اليوم هي مجرد رديف لما كانت عليه ذات مرة. سيطر الحكام الإيرانيون في أوج ازدهارهم على العراق وأفغانستان وغرب باكستان وأجزاء كبيرة من آسيا الوسطى والقوقاز. يعتبر العديد من الإيرانيين اليوم أن هذه المناطق هي جزء من نفوذ إيراني أكبر»
-باتريك كلاوسون
«في ظل الإمبراطورية الأخمينية، امتلك الإيرانيون الحماية التي تؤمنها الجغرافيا. لكن الجبال العالية والفراغ الواسع للهضبة الإيرانية لم تعد كافية لحماية إيران من الجيش الروسية أو البحرية البريطانية. تقلصت إيران بشكل حرفي ومجازي. في بداية القرن التاسع عشر، كانت أذربيجان وأرمينيا وأفغانستان تابعة لإيران، لكن وبحلول نهاية القرن، خسرت جميع هذه المناطق بسبب العمل العسكري الأوروبي».